# Fumie Suguri
Fumie Suguri, född 31 december 1980 i Chiba, är en japansk konståkare. Hon har en rad medaljer från nationella och internationella mästerskap, inklusive tre VM-medaljer.